# Igreja de Nossa Senhora do Rosário dos Pretos (Pirenópolis)

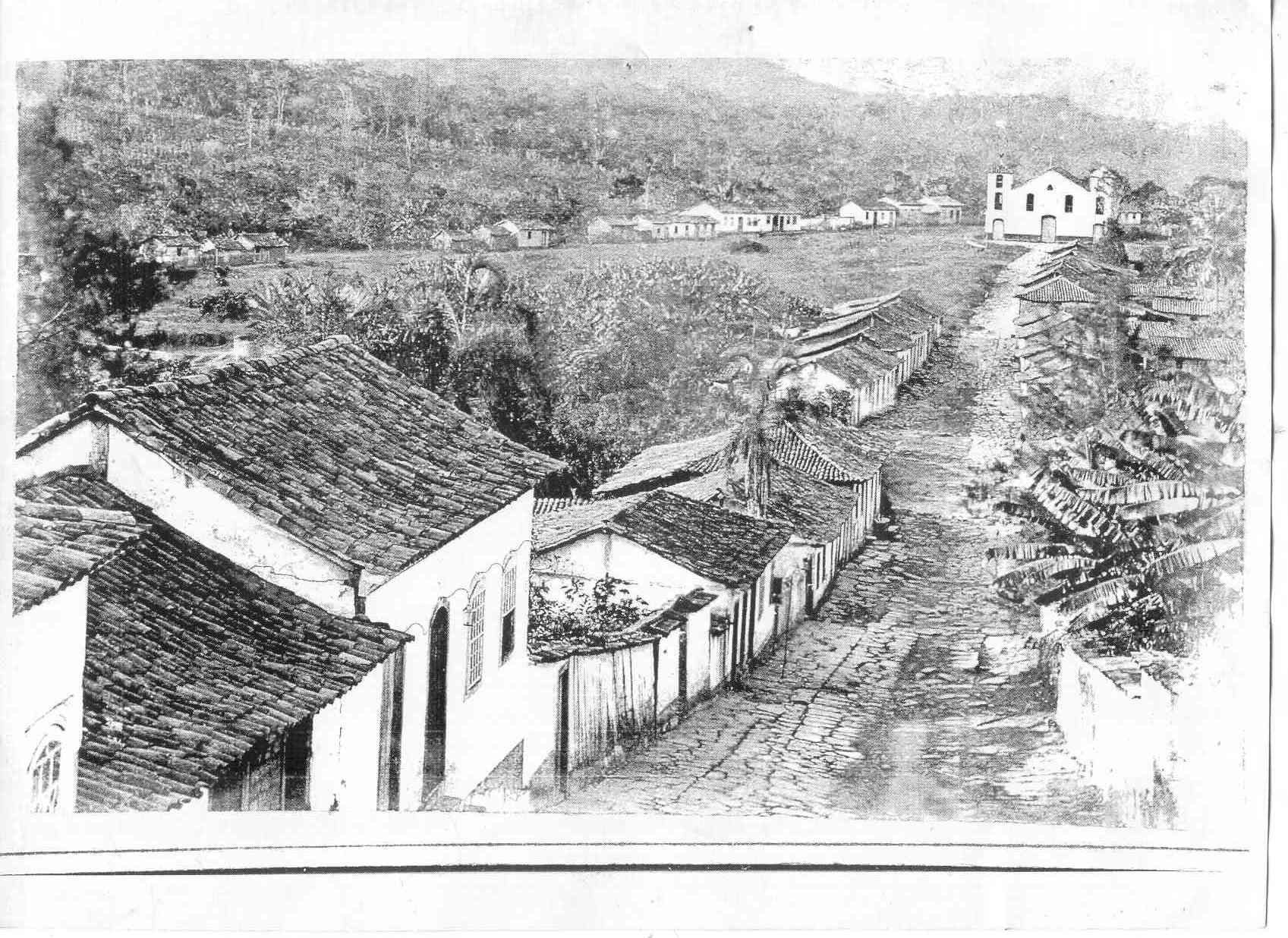
Vista da Igreja do Rosário, por volta de 1886.

A Igreja de Nossa Senhora do Rosário dos Pretos foi um templo católico em Pirenópolis, Goiás, dedicado à população negra da cidade, proibida de frequentar as outras igrejas devido à segregação racial vigente na época. Foi construída entre 1743 e 1757 e demolida em 1944 por ordem da autoridade diocesana. Localizava-se onde hoje está a Praça do Coreto, que possui um memorial em sua homenagem. Era a igreja da cidade que continha mais altares (sete) os quais, segundo Jarbas Jayme, eram "artisticamente cinzelados e de custosa e belíssima arquitetura". Seu altar-mor hoje encontra-se na Igreja Matriz e seus dois altares colaterais estão hoje na Igreja do Carmo.

## Histórico

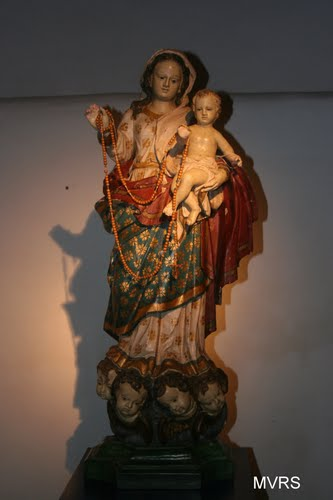
Nossa Senhora do Rosário dos Pretos, escultura barroca do século XVIII, pertencente à Igreja dos Pretos; hoje encontra-se na Igreja do Carmo.

Foi edificada entre 1743 e 1757, conforme atestam os dois únicos documentos disponíveis. Foi construída por milhares de escravos na época em que a mineração era a principal atividade econômica da cidade. Possuía um estilo genuinamente colonial. O altar-mor tinha entronizada a imagem de Nossa Senhora do Rosário, hoje abrigada na Igreja do Carmo. Nos dois nichos laterais do altar-mor ficavam as imagens de São Rafael e São Bento. Ambas as imagens se encontram na Matriz. O altar-mor chegou a ser vendido. No entanto, a reação enérgica da população local evitou que ele fosse transportado para São Paulo. Ele hoje encontra-se montado na Matriz. O altar lateral direito era dedicado a São Sebastião, cuja imagem, levada para a Igreja do Bonfim, foi de lá furtada em 1978. O altar lateral esquerdo era dedicado a São Benedito, cuja imagem hoje se encontra na Matriz.

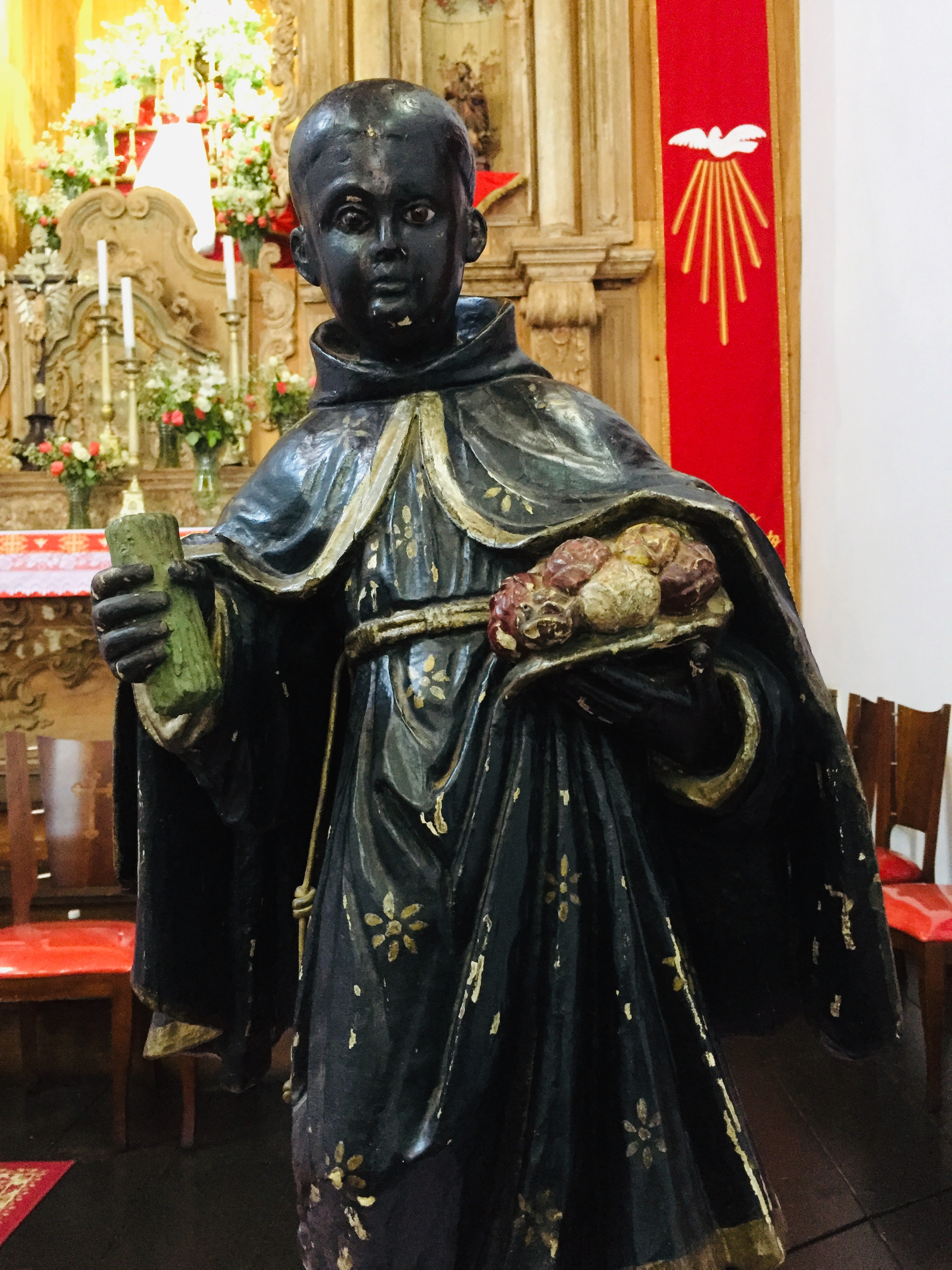
Imagem de São Benedito, peça barroca do século XVIII, pertencente a Irmandade São Benedito, venerada no Juizado na Igreja Matriz de Pirenópolis

Com o fim do ciclo do ouro veio o ciclo do agro-pastoreio e o empobrecimento geral da cidade. Apesar disso, a Irmandade de Nossa Senhora do Rosário dos Pretos empenhou-se durante mais de um século e meio para preservar o santuário. Durante mais de cem anos, a igreja possuiu apenas uma torre, do lado poente. Em 1870, foi construída uma segunda torre, do lado nascente. Nessa ocasião foram realizados trabalhos de restauração no telhado e nas paredes, por dentro e por fora. Em 1886, foi transferido da Igreja Matriz para a Igreja do Rosário, o antigo relógio de repetição, primeiro regulador público de Pirenópolis. A partir de 1889, com a aprovação da Lei Áurea, a miséria da população negra da cidade cresceu e foi transmitida a seus descendentes, aos quais faltaram verbas para manter limpo, conservado e bem cuidado o templo de seus antepassados.
No século XX sofreu alterações onde foram destruídas torres, sacristia e consistório, passando sua fachada do estilo colonial para neo-gótico, ocasionado futuramente sua demolição em 1944, sendo os dois altares laterais e o altar-mor levados para a Igreja do Carmo e o sino para a Igreja do Bonfim. Imagens, alfaias, paramentos, móveis e demais pertences do templo foram repartidos entre essas três igrejas ainda hoje existentes na cidade. Em 2002, após incêndio na Matriz, o altar-mor foi montado naquela Igreja.